# Ноћ и магла
Ноћ и магла је ознака за фирерову директиву коју је Адолф Хитлер издао 7. децембра 1941. године, а потписао ју је, и спровео у дело, немачки генералфелдмаршал Вилхелм Кајтел. Примарни циљ наредбе је да улије нови облик страха људима.
Директива је укратко значила, да се сви они који су на било који начин означени као неподобни од стране нацистичке Немачке, могу тајно тј. без знања породице или локалних власти, транспортовати директно у било који концентрациони логор, било то у држави из које дотична особа потиче или директно у Немачку. У тим концентрационим логорима би они највероватније нестали или једноставно били погубљени.
Ова директива је била означена као строго поверљива тако да је тек након завршетка Другог светског рата процурела у јавност. Немачки војници и други званичници су за заробљенике те врсте користили назив НН-заробљеници.
| „ | Дејство и трајност застрашивања могу бити остварени само великим кажњавањем или средствима која остављају становништво у мраку у вези са судбином окривљеног. | ” |

## Текст уредбе
Директива за кривично гоњење за кривична дела почињена на окупираним територијама против немачке државе или окупационе силе, од 7. децембра 1941. године.
Унутар окупираних територија, комунистички елементи и други кругови непријатељски расположени према Немачкој повећали су своје напоре против немачке државе и окупационих сила од почетка руске кампање. Количина и опасност од ових махинација обавезују нас да предузмемо оштре мере одвраћања. Пре свега треба применити следеће директиве:
1. Унутар окупираних територија, адекватна казна за кривична дела почињена против Немачке државе или окупационе силе која угрожавају њихову безбедност или стање приправности је у принципу смртна казна.
2. Кривична дела наведена у параграфу I по правилу се решавају у окупираним земљама само ако постоји вероватноћа да ће починиоцу, барем главном починиоцу, бити изречена смртна казна и ако се суђење и погубљење могу окончати за веома кратко време. У супротном, починиоци, барем главни преступници, биће одведени у Немачку.
3. Заробљеници одведени у Немачку подлежу војном поступку само ако то захтевају посебни војни интереси. У случају да се немачке или стране власти распитају о таквим затвореницима, треба им рећи да су ухапшени, али да поступак не дозвољава даље информације.
4. За поштовање ове уредбе лично су одговорни команданти на окупираним територијама и судске власти у оквиру своје надлежности.
5. Начелник Врховне команде Оружаних снага одређује на којим окупираним територијама ће се примењивати ова уредба. Овлашћен је да објашњава и издаје извршне наредбе и допуне. Министар правде Рајха ће издавати извршна наређења у оквиру своје надлежности.[2]

## Затвореници
Затвореници су били обријани, а жене су добиле одећу од танке памучне хаљине, дрвених сандала и троугластог црног покривача. Према историчару Волфгангу Софском:
| „ | Затвореници у транспорту Ноћ и Магла били су обележени широким црвеним тракама; на леђима и обе ногавице је био крст, са словима "НН" на десној страни. Из ових амблема је било могуће одмах препознати којој класи је затвореник припадао и како су га СС-овци заглавили и процењивали. | ” |

Када су затвореници били потпуно исцрпљени или су били превише болесни или преслаби за рад, пребачени су у Ревијер (Кранкенревијер, барака за болеснике) или на друга места за истребљење. Ако логор није имао сопствену гасну комору, такозвани муселманери, или затвореници који су били превише болесни да би радили, често су били убијани или пребачени у друге концентрационе логоре ради истребљења.
Када су савезници ослободили Париз и Брисел, СС је превезао многе од својих преосталих затвореника у концентрационе логоре дубље на територији под контролом нациста, као што су концентрациони логор Равензбрик за жене, концентрациони логор Маутхаузен-Гузен, концентрациони логор Бухенвалд, Шлос Хартхеим, или концентрациони логор Флосенбирг.